# Gamle mænd i nye biler
Gamle mænd i nye biler er en dansk film fra 2002, instrueret af Lasse Spang Olsen og skrevet af Anders Thomas Jensen.
Det er en fortsættelse til I Kina spiser de hunde (1999).

## Medvirkende
- Kim Bodnia
- Tomas Villum Jensen
- Nikolaj Lie Kaas
- Iben Hjejle
- Jens Okking
- Brian Patterson
- Torkel Petersson
- Slavko Labovic
- B.S. Christiansen (politimand i lufthavnen)